# Олга Фрайденберг
Олга Михайловна Фрайденберг (на руски: Ольга Михайловна Фрейденберг) е руска и съветска филоложка класичка, изследователка на Античността, фолклористка, сред пионерите на културологията в Русия. Братовчедка е на световноизвестния писател Борис Пастернак.

## Биография
Олга Фрайденберг е дъщеря на одеския журналист и изобретател Михаил (Моисей) Филипович Фрайденберг и Хаси Иосифовна (Анна Осиповна) Пастернак – сестра на художника Леонид Осипович Пастернак. Бракът на родителите ѝ е закрепен със свидетелство от канцеларията на одеския градски равин на 17 юни 1883 г.
След като завършва гимназия в Петербург през 1908 г. Фрайденберг не успява да постъпи във Висшите женски курсове заради ограничената квота за евреи, но в течение на година все пак посещава лекциите там. През 1910 – 1914 г. се отдава на самообразование, учи чужди езици, пътува много из Европа. След началото на Първата световна война се връща в Русия и става милосърдна сестра в армията през октомври 1914 г.
След края на войната завършва „Класическа филология“ в Петроградския университет (1923), защитава дисертация за произхода на старогръцкия роман (1924). През 1920 – 1930 г. работи заедно с Николай Мар и Израил Григориевич Франк-Каменецки, резултат от съвместната им работа е колективният сборник „Тристан и Исольда“ от 1932 г.
През 1932 г. създава в Ленинградския университет първата съветска катедра по класическа филология и я ръководи до 1950 г. (с прекъсване през годините на войната). През 1935 г. защитава дисертацията си за доктор на науките на тема „Поетика на сюжета и жанра (период на античната литература)“. Отпечатана през 1936 г. като книга, дисертацията е подложена на жестока идеологическа критика във вестник „Известия“, книгата е иззета от книжарниците. В годините на сталинските репресии е арестуван брат ѝ. Тя оцелява по време на блокадата на Ленинград.
Вдъхновеният от най-високо място разгром на т.нар. маризъм (по името на Николай Мар) и борбата с космополитизма води до уволнението на Олга Фрайденберг от университета през 1950 г., като я лишават от всякаква възможност по-нататък да публикува. И днес огромна част от изследванията ѝ (8 монографии и няколко десетки статии) все още не са публикувани.

## Научни идеи
По образование и академична позиция Фрайденберг е класически филолог, но фокусът на нейните интереси е тъй нареченото „палеонтологическо“ изследване на семантиката на литературните, и по-общо – на културните мотиви и форми (на първо място метафорите и сюжетите), трансформациите им от архаични в исторически и съответно – върху предисторията и ранната история на литературните и сценичните жанрове лирика, комедия, роман. В работата си развива идеите на Херман Узенер и Александър Веселовски, френската социологическа школа (Люсиен Леви-Брюл), Кеймбриджките ритуалисти, философията на символичните форми на Ернст Касирер и на практика е един от предшествениците на съвременната „археология“ на културните форми в рамките на символната антропология и на т.нар. културни изследвания (на английски: Cultural Studies).

## Писма и мемоари
Важно значение има кореспонденцията на Фрайденберг с Пастернак, продължила от 1910 до 1954 г. и открита през 1973 г. от Нина Брагинска (първата публикация е зад граница през 1981 г.), а също и мемоарите ѝ, от които са публикувани само откъси.

## Реабилитация
В Русия трудовете на Фрайденберг започват отново да влизат в обращение (а повечето – да виждат бял свят за първи път) едва след 1973 г.

## За нея
- Юрий Лотман, „О. М. Фрейденберг как исследователь культуры“. // Ученые записки Тартуского государственного университета. Труды по знаковым системам 6. Тарту, 1973, с. 482 – 489
- Брагинская Н. В. „Проблемы фольклористики и мифологии в трудах О. М. Фрейденберг“. // Вестник древней истории, 1975, № 3, с. 181 – 189
- Чертков Л. „Брат и сестра, поэт и ученый“. // Континент, Мюнхен, 1981, № 30, с. 403 – 407
- Гаспаров Б. „Поэтика Пастернака в культурно-историческом измерении (Б. Л. Пастернак и О. М. Фрейденберг)“. // Сб. статей к 70-летию проф. Ю. М. Лотмана. Тарту, 1992, с. 366 – 384
- Мосс К. „Ольга Фрейденберг и марризм“. // Вопросы языкознания, 1994, № 5, с. 98 – 106 (Freidenberg and Marr (английска версия на текста))
- Трубочкин Д. В. „Фрейденберг, Ольга Михайловна“[неработеща препратка]. // Культурология XX век: Энциклопедия. Т.II. СПб: Университетская книга. 1998, с. 315 – 317
- Nina Perlina, Olga Freidenberg's Works and Days. Bloomington: Slavica, 2002. ISBN 978-0-89357-304-1
- Kabanov A. Ol’ga Michajlovna Freidenberg (1890–1955): Eine sowjetische Wissenschaftlerin zwischen Kanon und Freiheit. Wiesbaden: Harrasowitz, 2002
- Брагинская Н. В. Мировая безвестность: Ольга Фрейденберг об античном романе. М.: Изд. дом Государственного университета – Высшей школы экономики, 2009